# Anatella novata
Anatella novata är en tvåvingeart som beskrevs av Dziedzicki 1923. Anatella novata ingår i släktet Anatella och familjen svampmyggor. Arten är reproducerande i Sverige. Inga underarter finns listade i Catalogue of Life.